# Steve Zahn
Steven James Zahn (n. 13 noiembrie 1967, Marshall⁠(d), Minnesota, SUA) este un actor american. Este probabil cel mai cunoscut pentru rolul lui Davis McAlary din serialul HBO Treme (2010 - 2013) sau ca Ronnie LaFontaine în serialul ABC O familie modernă (2014–2015). A primit premiul Independent Spirit pentru cel mai bun actor pentru rolul din filmul Happy, Texas din 1999 și a fost nominalizat la același premiul pentru rolul din Evadare în zori (Rescue Dawn) din 2006.

## Filmografie

### Film
| An   | Titlu                               | Rol                              | Note |
| ---- | ----------------------------------- | -------------------------------- | --- |
| 1992 | Rain Without Thunder                | Jeremy Tanner                    | |
| 1994 | Reality Bites                       | Sammy Gray                       | |
| 1995 | Crimson Tide                        | William Barnes                   | |
| 1996 | Race the Sun                        | Hans Kooiman                     | |
| 1996 | SubUrbia                            | Buff                             | |
| 1996 | That Thing You Do!                  | Lenny Haise                      | |
| 1998 | The Object of My Affection          | Frank Hanson                     | |
| 1998 | Out of Sight                        | Glenn Michaels                   | |
| 1998 | Safe Men                            | Eddie                            | |
| 1998 | You've Got Mail                     | George Pappas                    | |
| 1999 | Forces of Nature                    | Alan                             | Nominalizare – Blockbuster Entertainment Award for Favorite Supporting Actor – Comedy/Romance |
| 1999 | Freak Talks About Sex               | Freak                            | |
| 1999 | Happy, Texas                        | Wayne Wayne Wayne Jr., aka David | Independent Spirit Award for Best Supporting Male Special Dramatic Jury Prize for Best Comedic Performance Nominalizare – Satellite Award for Best Performance by an Actor in a Motion Picture, Comedy or Musical |
| 1999 | Stuart Little                       | Monty (voce)                     | |
| 2000 | Chain of Fools                      | Thomas Kresk                     | |
| 2000 | Hamlet                              | Rosencrantz                      | |
| 2001 | Chelsea Walls                       | Ross                             | |
| 2001 | Dr. Dolittle 2                      | Archie (voce)                    | |
| 2001 | Joy Ride                            | Fuller Thomas                    | |
| 2001 | Riding in Cars with Boys            | Ray Hasek                        | |
| 2001 | Saving Silverman                    | Wayne                            | |
| 2002 | Stuart Little 2                     | Monty (voce)                     | |
| 2003 | Daddy Day Care                      | Marvin                           | |
| 2003 | National Security                   | Hank Rafferty                    | |
| 2003 | Shattered Glass                     | Adam Penenberg                   | |
| 2004 | Employee of the Month               | Jack                             | |
| 2004 | Speak                               | Mr. Freeman                      | |
| 2005 | Chicken Little                      | Runt of the Litter (voce)        | |
| 2005 | Sahara                              | Al Giordino                      | |
| 2006 | Bandidas                            | Quentin Cooke                    | |
| 2006 | Rescue Dawn                         | Duane                            | Nominalizare – Independent Spirit Award for Best Supporting Male |
| 2008 | The Great Buck Howard               | Kenny                            | |
| 2008 | Management                          | Mike Flux                        | |
| 2008 | Strange Wilderness                  | Peter Gaulke                     | |
| 2008 | Sunshine Cleaning                   | Mac                              | |
| 2008 | Unstable Fables: 3 Pigs and a Baby  | Sandy Pig (voce)                 | Direct-to-DVD |
| 2009 | Night Train                         | Pete Dobbs                       | |
| 2009 | A Perfect Getaway                   | Cliff Anderson                   | |
| 2010 | Calvin Marshall                     | Coach Little                     | |
| 2010 | Diary of a Wimpy Kid                | Frank Heffley                    | |
| 2010 | Salesmen                            | Marvin                           | |
| 2011 | Diary of a Wimpy Kid: Rodrick Rules | Frank Heffley                    | |
| 2012 | Diary of a Wimpy Kid: Dog Days      | Frank Heffley                    | |
| 2012 | Diary of a Wimpy Kid: Class Clown   | Frank Heffley (voce)             | Scurtmetraj |
| 2013 | Escape from Planet Earth            | Hawk (voce)                      | |
| 2013 | Dallas Buyers Club                  | Tucker                           | Nominalizare – Screen Actors Guild Award for Outstanding Performance by a Cast in a Motion Picture |
| 2013 | Knights of Badassdom                | Eric                             | |
| 2015 | The Good Dinosaur                   | Thunderclap (voce)               | |
| 2015 | The Ridiculous 6                    | Clem                             | |
| 2016 | Captain Fantastic                   | Dave                             | Nominalizare – Screen Actors Guild Award for Outstanding Performance by a Cast in a Motion Picture |
| 2017 | War for the Planet of the Apes      | Bad Ape (voce)                   | Also motion-capture Nominalizare – Washington D.C. Area Film Critics Association Award for Best Motion Capture Performance                                                                                        |
| 2017 | Lean on Pete                        | Silver                           | |
| 2018 | Blaze                               | Oilman #2                        | |
| 2019 | Where'd You Go, Bernadette          | David Walker                     | |
| 2019 | Tall Girl                           | Richie Kreyman                   | |
| 2020 | Uncle Frank                         | Mike Bledsoe                     | |
| 2020 | Cowboys                             | Troy                             | |

### Televiziune
| An        | Titlu                            | Rol                     | Note                                      |
| --------- | -------------------------------- | ----------------------- | ----------------------------------------- |
| 1990      | All My Children                  | Spence                  | Episode #5303 nemenționat                 |
| 1993      | South Beach                      | Lane Bailey             | Episodul: "Pirates of the Caribbean"      |
| 1995      | Friends                          | Duncan                  | Episodul: "The One with Phoebe's Husband" |
| 1995      | Mike & Spike                     | Nick Pickles (voce)     | Episodul: "Person to Clothes"             |
| 1995      | Picture Windows                  | Crook                   | Episodul: "Armed Response"                |
| 1997      | Liberty! The American Revolution | American Sergeant       | 4 episoade                                |
| 1998      | From the Earth to the Moon       | Astronaut Elliot See    | Miniseries Episode: "Can We Do This?"     |
| 2008      | Comanche Moon                    | Augustus "Gus" McCrae   | 3 episoade                                |
| 2008–2012 | Phineas and Ferb                 | Swampy/Sherman (voices) | 3 episoade                                |
| 2009      | Monk                             | Jack Monk, Jr.          | Episodul: "Mr. Monk's Other Brother"      |
| 2009      | WWII in HD                       | Nolen Marbrey (voce)    | 3 episoade                                |
| 2010–2013 | Treme                            | Davis McAlary           | Regular, 36 episoade                      |
| 2014      | Mind Games                       | Clark Edwards           | Regular, 13 episoade                      |
| 2014–2015 | Modern Family                    | Ronnie La Fontaine      | rol secundar, 4 episoade                  |
| 2015–2016 | Mad Dogs                         | Cobi                    | rol principal, 10 episoade                |
| 2018      | The Crossing                     | Jude Ellis              | Series lead, 11 episoade                  |
| 2019      | Valley of the Boom               | Michael Fenne           | Rol principal                             |
| 2020      | The Healing Powers of Dude       | Dude (voce)             | Rol principal                             |
| 2020      | The Good Lord Bird               | Chase                   | Episode 2                                 |

### Jocuri video
| An   | Titlu          | Rol                | Note |
| ---- | -------------- | ------------------ | ---- |
| 2005 | Chicken Little | Runt of the Litter |      |

## Teatru
| An   | Titlu        | Rol       | Note  |
| ---- | ------------ | --------- | ----- |
| 1991 | Biloxi Blues | Performer | [ 9 ] |